# Lill-Råtjärnen, Hälsingland
Lill-Råtjärnen är en sjö i Härjedalens kommun i Hälsingland och ingår i Ljungans huvudavrinningsområde.